# Хертнек, Геральд
Геральд Хертнек (нем. Gerald Hertneck; род. 18 сентября 1963, Мюнхен) — немецкий шахматист, гроссмейстер (1991).
Многократный участник различных соревнований в составе национальной сборной по шахматам:
- 2 олимпиады (1992—1994).
- 1-й командный чемпионат мира по шахматам (1985) в Люцерне.
- 2 командных чемпионата Европы (1992, 2001). В чемпионате 2001 года команда Германии заняла 3-е место.
- 13-й Кубок Митропы[нем.] (1990) в Лейбнице. Команда Германии заняла 1-е место. Г. Хертнек играл на 1-й доске и завоевал «золото» в индивидуальном зачёте.
- 2 Кубка северных стран[нем.] (1985, 1989). В 1989 команда Германии заняла 2-е место, Г. Хертнек, играл на 2-й доске и завоевал «золото» в индивидуальном зачёте.

В составе различных команд участник 3-х Кубков европейских клубов по шахматам (1990—1992, 2005). Стал победителем данного соревнования в 1992 в составе команды «Бавария» из Мюнхена.
Геральд Хертнек также играет в сёги. Имеет 1 дан ФЕСА, на 1 января 2016 года занимал 9-ю позицию в немецком ФЕСА-листе.

## Изменения рейтинга
| Графики недоступны из-за технических проблем. См. информацию на Фабрикаторе и на mediawiki.org. |